# Kachina Village
Kachina Village est une census-designated place du comté de Coconino, dans l'État de l'Arizona, aux États-Unis. En 2020, elle compte une population de 2 502 habitants.